# Lao Fuzi
Lao Fuzi (xinès simplificat: 老夫子, pinyin: Lǎo Fūzi, literalment 'Vell Mestre', en anglés: Old Master Q) és un còmic de Hong Kong creat per Alfonso Wong. És protagonitzada per un personatge homònim, que representa per la forma de vestir i la seua actitud davant la vida, als xinesos dels anys seixanta. Lao Fuzi s'ha publicat a diaris i revistes de Hong Kong des del 1962 i des del 1964, l'editor de Hong Kong Wu Zhongxing les va recopilar.
Les seues historietes d'han publicat a Taiwan, el sud-est asiàtic i la Xina continental. I s'han publicat traduccions en malai, indonesi, hindi i tailandés, a més d'adaptacions en pel·lícules, dibuixos animats, animacions, etc. Des del 1995, les aventures han continuat de la mà del fill del creador, Joseph Wong.

## Història
El 1962, Wang Jiaxi va començar a utilitzar el nom del seu fill gran, Wang Ze, com a pseudònim, i va publicar Lao Fuzi en diaris i revistes de Hong Kong. Després, el 1964, l'editorial Wuxingji Shubaoshe va recopilar les historietes. El 1969, Lao Fuzi es publica per primera vegada a Taiwan. En total, a l'arxipèlag s'hi han publicat més de cent volums amb unes vendes conjuntes d'1,5 milions d'exemplars. El 2006, un estudi mostrà que Lao Fuzi era la lectura preferida d'uns 300.000 estudiants de primària i secundària de Hong Kong.